# 我是船长
是2023年上映的剧情片，由意大利、法国及比利时三国联合制作，意大利导演马提欧·加洛尼执导，加洛尼与马西莫·高迪索和马西莫·切切里尼共同编剧。电影于2023年9月6日在第80屆威尼斯影展首映，入选主竞赛单元，最终获得銀獅獎和馬切洛·馬斯楚安尼獎。同年9月7日，电影在意大利上映，由01 Distribution发行。
电影获第81届金球奖最佳外語片提名，获意大利选送参加第96屆奧斯卡金像獎最佳国际影片奖的角逐，入选12月份公布的15部电影長名单，並順利進入2024年1月公布的最後決選名單。

## 剧情
电影讲述两名塞内加尔移民塞杜（賽杜薩爾 飾）和表哥穆薩（穆斯塔法法爾 飾）為了追尋夢想，計畫從达喀尔出發前往欧洲；但他們不知道自己即將面對重重困難，包含致命的沙漠，利比亞惡名昭彰的拘留所，以及無情吞噬一切的茫茫大海......

## 演员
- 赛杜·萨尔 饰 赛杜（Seydou）
- 穆斯塔法·法尔（Moustapha Fall）饰 穆萨（Moussa）
- 伊萨卡·萨瓦戈杜（Issaka Sawagodo）[1]
- 希赫姆·雅库比（英语：Hichem Yacoubi）[1]
- 杜杜·萨尼亚（Doodou Sagna）[1]
- 卡迪·西（Khady Sy）[1]
- 巴马尔·凯恩（Bamar Kane）[1]
- 谢克·奥马尔·迪奥（Cheick Oumar Diaw）[1]

## 制片
电影以导演马提欧·加洛尼的原创故事为蓝本，由加洛尼、马西莫·高迪索、马西莫·切切里尼及安德里亚·塔利亚费里四人共同编剧，故事则取材自四名移民欧洲的非洲人。
电影由Archimede、意大利广播电视公司、Tarantula、百代電影公司及Logical Content Ventures领衔制作，RTBF、VOO-BE TV、Proximus Group和Shelter Prod联合制作，意大利文化部、瓦隆-布鲁塞尔联邦电影与视听中心（Film and Audiovisual Centre of the Wallonia-Brussels Federation）、taxshetler.be、ING，以及比利时联邦政府合理避税政策支持，Canal+、Ciné+和Wallimage（瓦伦西亚）参与制作。制片成本为1120万欧元。
选角导演亨利-迪迪埃·恩吉卡姆（Henri-Didier Njikam）面向非洲大陆展开选角工作，最终从达喀尔找到17岁的赛杜·萨尔和18岁的穆斯塔法·法尔。主体拍摄在塞内加尔达喀尔、摩洛哥及意大利进行，历时13个星期。

## 发行
电影入选第80屆威尼斯影展主竞赛单元，2023年9月6日在电影节上举行全球首映礼，期间获得全场观众起立鼓掌13分钟。海外发行工作由百代国际负责。电影于2023年9月7日在意大利院线首映，由01 Distribution发行。电影特别放映会于2023年9月14日在梵蒂冈聖瑪爾大之家举行，导演加洛尼携一众主创出席，教宗方濟各到场观看。

## 反响

### 专业评价
根据評論匯總网站爛番茄汇总的13篇评论文章，100%的评论家给予该作正面评价，平均打分为7.9分（满分10分）。在Metacritic上，根據6位影評人給予82分（滿分100分），這部電影獲得了「一致好評」。
《綜藝》盖·洛奇（Guy Lodge）认为，相较于其他讲述移民欧洲的非洲人的作品，《我是船长》“不仅是一个背景，而且还是一个近乎神话般的目标”。他表示，事实证明，相较于马洛尼过往的作品，本片“更加扎实”，虽然有些戏份出现了“西方美学和叙事本能”，但在演员赛杜·萨尔（Seydou Sarr）演技加持下，观众“很难不陷入影片巨大的情感空间”。《荷里活報道》的莱丝莉·费尔佩林（Leslie Felperin）认为电影尽管存在“令人眼花缭乱的风景”，但“始终把焦点放在人类身上”，体现出“日常生活世界与精神维度之间的紧张关系，而这种模糊的性质是西非电影的普遍特征”，事实上“加洛尼在乎如何让我们思考到电影的最后一刻”。Deadline Hollywood记者达蒙·怀斯（Damon Wise）认为电影采用的摄影技术“无可挑剔”，摄影师保罗·卡内拉传达“令人惊讶且引人入胜的临场效果”，又称电影“最大的优点”是演员阵容，认为一众演员让这部电影“在其大胆旅程的每个阶段都保持真实”。
意大利电影杂志《场记板》影评人马蒂亚·帕斯奎尼（Mattia Pasquini）给电影打出4/5星的评价，认为电影最重要的因素是“知性和真诚的设计”，当中导演马罗尼“选择限制自己的作者身份”。马蒂亚认为，电影虽然在某些场景中回避了一些“可以有的戏剧元素”，改为呈现“机械”式的叙事，但最终结果是由“合法且不加批判的选择构成的，这使得影片在意识形态上无懈可击”。《每日事实报》的达维德·图里尼（Davide Turrini）认为电影“在结构上直接参考是《奥德赛》”，“脆弱、柔软得纯真的两个主角无法成为一个团结的群体”。《晚邮报》的保罗·梅雷盖蒂（Paolo Mereghetti）电影能够“始终保持在主角的高度，认同他们的目光，避免任何说教态度，通过幻想和寓言的力量来塑造悲剧”。

### 获奖与提名
| 大奖                   | 颁奖日期       | 奖项                                                               | 获得者                                | 结果 | 参考          |
| ---------------------- | -------------- | ------------------------------------------------------------------ | ------------------------------------- | ---- | ------------- |
| 奥斯卡金像奖           | 2024年3月10日  | 最佳国际影片                                                       | 《我是船长》                          | 提名 | [ 27 ]        |
| 威尼斯电影节           | 2023年9月9日   | 金獅獎                                                             | 《我是船长》                          | 提名 | [ 28 ] [ 29 ] |
| 威尼斯电影节           | 2023年9月9日   | 国际电影电视视听传播理事会 - 联合国教科文组织恩里科·富尔奇尼奥尼奖 | 《我是船长》                          | 獲獎 | [ 28 ] [ 29 ] |
| 威尼斯电影节           | 2023年9月9日   | 希维塔斯奖                                                         | 《我是船长》                          | 獲獎 | [ 28 ] [ 29 ] |
| 威尼斯电影节           | 2023年9月9日   | 伊底帕斯重现奖                                                     | 《我是船长》                          | 獲獎 | [ 28 ] [ 29 ] |
| 威尼斯电影节           | 2023年9月9日   | 意大利电影俱乐部联合会奖                                           | 《我是船长》                          | 獲獎 | [ 28 ] [ 29 ] |
| 威尼斯电影节           | 2023年9月9日   | 弗朗西斯科·帕西内蒂奖                                              | 《我是船长》                          | 獲獎 | [ 28 ] [ 29 ] |
| 威尼斯电影节           | 2023年9月9日   | ImpACT奖                                                           | 《我是船长》                          | 獲獎 | [ 28 ] [ 29 ] |
| 威尼斯电影节           | 2023年9月9日   | 幻灯机奖                                                           | 《我是船长》                          | 獲獎 | [ 28 ] [ 29 ] |
| 威尼斯电影节           | 2023年9月9日   | 意大利娱乐总会 - 联合国教科文组织金狮奖                            | 《我是船长》                          | 獲獎 | [ 28 ] [ 29 ] |
| 威尼斯电影节           | 2023年9月9日   | 銀獅獎                                                             | 马提欧·加洛尼                         | 獲獎 | [ 28 ] [ 29 ] |
| 威尼斯电影节           | 2023年9月9日   | 馬切洛·馬斯楚安尼獎                                                | 赛杜·萨尔                             | 獲獎 | [ 28 ] [ 29 ] |
| 威尼斯电影节           | 2023年9月9日   | 金电影奖                                                           | 克劳迪娅·克拉沃塔（Claudia Cravotta） | 獲獎 | [ 28 ] [ 29 ] |
| 威尼斯电影节           | 2023年9月9日   | 原声带明星奖                                                       | 安德里亚·法里                         | 獲獎 | [ 28 ] [ 29 ] |
| 聖塞瓦斯蒂安國際電影節 | 2023年9月30日  | 观众票选最佳欧洲电影                                               | 《我是船长》                          | 獲獎 | [ 30 ]        |
| 根特电影节             | 2023年10月21日 | 最佳电影                                                           | 《我是船长》                          | 提名 | [ 31 ]        |
| 歐洲電影獎             | 2023年12月9日  | 最佳影片                                                           | 《我是船长》                          | 提名 | [ 32 ]        |
| 歐洲電影獎             | 2023年12月9日  | 最佳導演                                                           | 马提欧·加洛尼                         | 提名 | [ 32 ]        |
| 棕榈泉国际电影节       | 2024年1月4日   | 最佳外语片                                                         | 《我是船长》                          | 提名 | [ 33 ]        |
| 金球獎                 | 2024年1月7日   | 最佳外語片                                                         | 《我是船长》                          | 提名 | [ 34 ]        |
| 卫星奖                 | 2024年2月18日  | 最佳外语片                                                         | 《我是船长》                          | 提名 | [ 35 ]        |